# Oude Vaart (Terneuzen)
Oudevaart is een wijk van de gemeente Terneuzen. De wijk werd begin jaren tachtig van de twintigste eeuw gebouwd en is nu een van de groenste wijken van Terneuzen. Voorheen was in de wijk de sporthal de Oudevaart gevestigd, maar deze is in 2003 afgebroken en vervangen door het sportcentrum Vliegende Vaart.
De wijk heeft ook een eigen buurtvereniging die in 1987 is opgericht.